# The Cult is Alive
The Cult is Alive er det ellevte studiealbum fra det norske black metal-band Darkthrone. Det blev udgivet i 2006 og viser et større skift i bandets musikalske stil, da det indarbejder en tydelig inspiration fra punk og crust punk. 

## Spor
1. "The Cult of Goliath" – 4:02
2. "Too Old Too Cold" – 3:04
3. "Atomic Coming" – 4:51
4. "Graveyard Slut" – 4:04
5. "Underdogs and Overlords" – 4:02
6. "Whisky Funeral" – 3:59
7. "De underjordiske" – 3:14
8. "Tyster på Gud" – 3:09
9. "Shut Up" – 4:46
10. "Forebyggende krig" – 3:41